# Cubaris oxyzomus
Cubaris oxyzomus är en kräftdjursart som beskrevs av Barnard 1940. Cubaris oxyzomus ingår i släktet Cubaris och familjen Armadillidae. Inga underarter finns listade i Catalogue of Life.